# 安田 (青森市)
安田（やすた）は青森市の地名である。郵便番号は038-0021。

## 地理
青森市市街地のやや南寄りに位置する。北は三内・浪館、東は大野・西大野、南は細越、西は三内に接する。
安田の北東部・東部は住宅地、北西部は青森県総合運動公園、西部は青森県立美術館、南西部は丘陵地を含む。小字には、稲森・近野・若松がある。

## 歴史

### 沿革
- 1966(昭和41)年6月 - 青森県総合運動公園内に陸上競技場・補助競技場・水泳場などが竣工。
- 2011(平成23)年6月26日 - 字 若松の一部が西大野の一部になる。

## 世帯数と人口
2023年（令和5年）1月1日現在の世帯数と人口は以下の通りである。
| 町丁       | 世帯数    | 人口    |
| ---------- | --------- | ------- |
| 安田字稲森 | 119世帯   | 258人   |
| 安田字近野 | 1,779世帯 | 3,776人 |
| 安田字若松 | 0世帯     | 0人     |
| 合計       | 1,898世帯 | 4,034人 |

## 小・中学校の学区
市立小・中学校に通う場合、学区は以下の通りとなる。
| 町名       | 番地 | 小学校               | 中学校             |
| ---------- | ---- | -------------------- | ------------------ |
| 安田字稲森 | 全部 | 青森市立泉川小学校   | 青森市立西中学校   |
| 安田字若松 | 全部 | 青森市立泉川小学校   | 青森市立西中学校   |
| 安田字近野 | 一部 | 青森市立泉川小学校   | 青森市立西中学校   |
| 安田字近野 | 一部 | 青森市立三内西小学校 | 青森市立三内中学校 |

## 交通

### 鉄道
域内に鉄道はない。

### 道路
- 国道7号青森環状道路 - 南端付近を通る。
- 青森県道44号青森環状野内線。域内中部をほぼ南北に貫く幹線道路。

### バス
- 青森市営バス
  - P 浪館通り線　下安田・安田近野・上安田・仙寿鶴亀温泉前・慈恵会病院前
  - S 県立美術館線　県立美術館前

## 主な施設
- 青森県総合運動公園
  - 旧陸上競技場
  - 青森県営野球場
  - 水泳場
- 青森県立美術館
- 青森県立青森聾学校
- 認定こども園やすた
- 青森市中央市民センター安田分館